# Olen (Nederland)
Olen is een buurtschap in de gemeenten Nuenen, Gerwen en Nederwetten en Son en Breugel, in de Nederlandse provincie Noord-Brabant.
Olen ligt tussen Breugel, Stad van Gerwen en Lieshout in, precies op de rand van de twee gemeente Nuenen, Gerwen en Nederwetten en Son en Breugel. Het merendeel van de bewoning van de plaats valt onder Breugel. Het zuidelijk en oostelijk deel, waar minder bewoning is valt onder Gerwen. De buurtschappen Olen en Stad van Gerwen worden van elkaar gescheiden door het Wilhelminakanaal.
De plaats komt in 1753 voor als Oole en in 1846 als Olem. Mogelijk heeft het dezelfde etymologische achtergrond als het grotere Olen in België, deze kwam rond 1000 voor als Odlo, wat zou duiden op de betekenis: overvloedig bos. Maar ook andere betekenis-oorsprongen zijn mogelijk.
Olen ligt in een oud agrarisch gebied in een vrij bosrijke omgeving, nu nog altijd is het agrarisch. Wel is er meer variatie, zo is er een boomkwekerij en een hengstenhouderij.
De bossen van Olen zijn voor het merendeel naaldbossen. Een groot deel ervan is in bezit van Brabant Water, dat er een waterwingebied exploiteert. Verspreid liggende percelen zijn in bezit van Staatsbosbeheer. Ten westen ervan ligt het nieuwe natuurgebied Mosbulten, bestaande uit vennen, moerasgebied en loofhout. Een uitgezette wandelroute van 6,7 km verbindt de diverse gebieden met elkaar.
Dorpen: Eeneind · Gerwen · Nederwetten · Nuenen

Buurtschappen: Alvershool · Boord · Heerendonk · Hooidonk (deels) · Hool · Langlaar · Laar · Nieuwe Dijk · Olen (deels) · Opwetten · Rullen · Spekt · Stad van Gerwen (deels) · Vaarle

Noord-Brabant: Steden en dorpen      Nederland: Provincies · Gemeenten
Dorpen: Son · Breugel

Buurtschappen: Driehoek · Eind · Hooidonk (deels) · Houtens · Keske · Olen (deels) · Sonniuswijk · Stad van Gerwen (deels) · Wolfswinkel

Noord-Brabant: Steden en dorpen      Nederland: Provincies · Gemeenten